# Андерсон, Эдвард Фредерик
Эдвард Фредерик Андерсон (англ. Edward Frederick Anderson или англ. Ted Anderson, 17 июня 1931 — 29 марта 2001) — американский ботаник, профессор биологии, ведущий американский кактолог, один из величайших исследователей кактусов XX века. Лауреат премии «Золотой кактус».

## Биография
Эдвард Фредерик Андерсон родился 17 июня 1931 года.
Андерсон окончил колледж в Помоне, где его преподавателем был знаменитый американский ботаник Лайман Дэвид Бенсон (1909—1993), автор известной монографии «Кактусы США и Канады», который затем стал руководителем его диссертационной работы.
В конце 1950-х годов Эдвард Фредерик принимал участие в ботанических исследованиях в Мексике. В 1960—1970 годы Андерсон был преподавателем ботаники в университетах Эквадора, Малайи и Таиланда; полевые исследования в Таиланде позволили ему написать книгу «Растения и люди Золотого Треугольника», ставшую бестселлером. В 1976 году Эдвард Фредерик стал профессором биологии в Витмановском коллеже (Whitman College) в Уолла-Уолле. Он преподавал там биологию в течение 30 лет.
Андерсон был активным членом Международной организации по изучению суккулентов (IOS); в 1984 году Эдвард Фредерик стал вице-президентом, а в 1989 году — президентом этой организации. Уйдя в отставку с должности президента в 1994 году, Андерсон продолжал помогать своим коллегам в должности секретаря IOS. Эдвард Фредерик был также членом Cactus and Succulent Society of America и членом Лондонского Линнеевского общества.
Эдвард Фредерик Андерсон скоропостижно скончался 29 марта 2001 года по причине острого панкреатита.

## Научная деятельность
Эдвард Фредерик Андерсон специализировался на семенных растениях. Он занимался исследованием биологии растений семейства Кактусовые в природе, уделяя большое внимание охране кактусов в природных местообитаниях. В частности, Эдвард Фредерик принимал активное участие в долговременном совместном проекте Пустынного ботанического сада в Финиксе и мексиканских университетов по изучению состояния природных популяций редких видов растений семейства Кактусовые в Северной Мексике, а также на полуострове Калифорния.

## Избранные публикации
Эдвард Фредерик Андерсон является автором следующих публикаций:
- Peyote: The Divine Cactus. University of Arizona Press, Tucson 1981, ISBN 0-8165-0613-2.
- Plants and People of the Golden Triangle. Dioscorides Press, Portland (Oregon) 1993, ISBN 0-931146-25-9.
- Threatened Cacti of Mexico. Balogh Scientific Books, Kew 1994, ISBN 0-947643-70-2 (with Salvador Arias and Nigel P. Taylor).
- The Cactus Family. Timber Press, Portland (Oregon) 2001, ISBN 0-88192-498-9.